# Повторяющаяся роль
Повторяющаяся роль (англ. recurring character — «циклический персонаж») — это роль, в которой персонаж, как правило, в телесериалах, выходящих в прайм-тайм, принимает не постоянное, а периодическое участие в шоу.
Периодические персонажи, как правило, играют заметную роль в сериале, часто даже более важную в том эпизоде, в котором появляются, чем главные герои. Участие в сериале актёров, играющих таких персонажей, зачастую начинается с гостевой роли в одном эпизоде. Если актёр достаточно хорошо справляется с ролью и персонаж получает значимость в сюжете, он продолжает появляться в следующих эпизодах. Возвращение таких персонажей в шоу часто также зависит от их популярности у зрителей. Нередко периодические персонажи в последующих сезонах переходят в основной состав (англ. main cast) актёров. В некоторых случаях популярным у зрителя периодическим персонажам всё же по разным причинам не находится места в сериале, тогда они могут стать главными героями в собственных сериалах-ответвлениях.
Периодические персонажи присутствуют не только на телевидении, но и в киносериях, в книгах и комиксах.